# Petron Megaplaza
Le Petron Megaplaza est un gratte-ciel de 210 mètres construit en 1998 à Makati aux Philippines.